# Belladère (kommun)
Belladère är en kommun i Haiti.   Den ligger i departementet Centre, i den östra delen av landet, 70 km nordost om huvudstaden Port-au-Prince.